# Koiluoto
Koiluoto è un'isola del golfo di Finlandia, nel mar Baltico. Il suo territorio è diviso tra la Finlandia e la Russia. È una delle isole attraversate da confine internazionale più piccole al mondo.

## Geografia
L'isola è lunga circa 200 metri e larga circa 110 metri. Possiede due rilievi, alti uno 3,1 e l'altro 2,9 metri. Amministrativamente, la parte finlandese fa parte del comune di Virolahti, mentre quella russa fa parte del rajon di Vyborgskij.